# Aurecocrypta
Aurecocrypta es un género de arañas migalomorfas de la familia Barychelidae. Se encuentra en Australia Occidental.

## Lista de especies
Según The World Spider Catalog 11.5:
- Aurecocrypta katersi Raven, 1994
- Aurecocrypta lugubris Raven, 1994